# Pchła kocia
Pchła kocia (Ctenocephalides felis) – owad z rodziny Pulicidae. Pasożyt zewnętrzny kota. Poza kotem pchła ta może pasożytować na człowieku, psie, szczurze wędrownym oraz innych zwierzętach domowych i dzikich. Jest pasożytem kosmopolitycznym.
Występują następujące podgatunki:
- Ctenocephalides felis darmarensis
- Ctenocephalides felis felis
- Ctenocephalides felis orientis
- Ctenocephalides felis strongylus

Samiec C. felis osiąga wielkość 1,5 mm długości, samica jest większa i mierzy 2,5–3,2 mm długości. Budowa bardzo podobna do pchły psiej z tym że głowa jest bardziej wydłużona  a stosunek długości do szerokości głowy wynosi 2:1. Różnią się dodatkowo długością grzebyków (ctenidium) na policzkach, które u pchły kociej są dłuższe Pchły te są w stanie skakać na odległość nawet 150 razy dłuższą od długości ich ciała.

## Rozwój
Jest podobny do pchły ludzkiej oraz pchły psiej. Zapłodnione samice po napiciu się krwi składają jaja. Dziennie około 15 sztuk. Jaja mają kształt elipsoidalny, są barwy białawej. Po 2–8 dniach wykluwają się larwy, które są beznogie, posiadają aparat gębowy typu gryzącego i poruszają się ruchem robakowatym. Odżywiają się ekskrementami i resztkami organicznymi. Stadium larwalne trwa 7–18 dni. Stadium poczwarki zaś 2–14 dni. Po dwukrotnym linieniu następuje przepoczwarczenie w imago w luźnym oprzędzie zmieszanym z ziarnami kurzu.